# ヘイリー・ラム
ヘイリー・ラム（Haley Michelle Ramm、1992年3月26日 - ）はアメリカ合衆国の女優。テキサス州コリン郡出身。X-MEN:ファイナル ディシジョンのジーン・グレイ（少女時代）を演じたことで知られる。

## 出演作品

### 映画
- X-MEN:ファイナル ディシジョン X-Men: The Last Stand (2006) - 	ジーン・グレイ（少女時代）役
- ワイルド・タウン2 Walking Tall: The Payback (2007)
- ワイルド・タウン3 Walking Tall: Lone Justice (2007)
- ディス/コネクト Disconnect (2012) - 	アビー・ボイド役

### テレビドラマ
- CSI:科学捜査班 CSI: Crime Scene Investigation シーズン4 #21 (2004) - エミリー役
- ER緊急救命室 ER シーズン13 #16 (2007) - ターシャ役
- ベン10:時との戦い Ben 10: Race Against Time (2007) - 	グウェン・テニスン役
- WITHOUT A TRACE/FBI 失踪者を追え! Without a Trace シーズン5 - 6 (2007 - 2008) - ジェニファー・ロング役
- イレブンス・アワー Eleventh Hour #3 (2008)
- しあわせの処方箋 Hawthorne シーズン1 #6 (2009)
- スリー・リバーズ 〜命をつなぐ熱き医師たち Three Rivers #6 (2009)
- ライ・トゥ・ミー 嘘は真実を語る Lie to Me シーズン2 #21 (2009) - エイミー役
- 沈黙の絆 Bond of Silence (2010) - ジョーダン役
- NCIS:LA 〜極秘潜入捜査班 NCIS: Los Angeles シーズン2 #5 (2010) - アマンダ役
- メンタリスト The Mentalist シーズン4 #18 (2012)
- NIKITA / ニキータ Nikita シーズン3 #18 (2013)
- マイ・ライフ 〜私をステキに生きた方法〜 Chasing Life シーズン1 - 2 (2014 - 2015)